# Heteropogon maculinervis
Heteropogon maculinervis är en tvåvingeart som beskrevs av James 1937. Heteropogon maculinervis ingår i släktet Heteropogon och familjen rovflugor. Inga underarter finns listade i Catalogue of Life.